# Myrtle Bachelder
Myrtle Claire Bachelder, née le 13 mars 1908 et morte 22 mai 1997, est une chimiste américaine et officier du Women's Army Corps, connue pour son travail secret sur le programme de la bombe atomique du projet Manhattan et pour le développement de techniques de chimie des métaux.

## Jeunesse et carrière
Myrtle C. Bachelder naît le 13 mars 1908 à Orange, dans le Massachusetts. Elle obtient un bachelor en sciences du Middlebury College en 1930 et devient professeure de sciences et entraîneuse d'athlétisme au South Hadley Falls, dans le Massachusetts. Elle obtient sa maîtrise en éducation de l'université de Boston,,.

## Seconde guerre mondiale: la bombe atomique
Au cours de la Seconde Guerre mondiale, Bachelder s’enrôle dans le Women's Army Corps (WAC) en novembre 1942, au siège de Springfield, dans le Massachusetts. Après avoir suivi un entraînement dans des bases militaires situées dans plusieurs États américains, elle reçoit des ordres l'affectant au détachement D'WAC de la compagnie du district de Manhattan, dans le Corps du génie de l'armée américaine. Sa mission secrète consiste à diriger un groupe de 15 à 20 femmes du WAC, en poste à Des Moines (Iowa), à Fort Sill (Oklahoma) et, de là, à Santa Fe (Nouveau-Mexique). Elle et les femmes placées sous son commandement arrivent à Los Alamos, au Nouveau-Mexique, le 21 octobre 1943,.
« Manhattan » est le nom de code de la division militaire spéciale dédiée au développement d'une arme atomique. Dans le laboratoire clandestin du site isolé du désert de Los Alamos, Bachelder est responsable de l'analyse de la spectroscopie d'isotopes d'uranium. Puisque l'isotope d'uranium 235 est fissile alors que l'isotope d'uranium 238 ne l'est pas, le rôle de Bachelder dans le projet est une tâche cruciale : garantir la pureté du matériau sous-critique, et donc de l'explosion nucléaire, des premières bombes nucléaires du monde.
Ces méthodes sont utilisées lors de la préparation du plutonium 239, la matière fissile utilisée dans la construction de la bombe atomique pour l'essai nucléaire de Trinity, le 16 juillet 1945. Des méthodes analogues sont utilisées pour l'arme à uranium, nommée Little Boy, qui détruit Hiroshima, au Japon, le 6 août 1945, et pour la bombe au plutonium, qui détruit Nagasaki, au Japon, le 9 août 1945, entraînant la capitulation japonaise. Le programme secret est sous la direction générale de J. Robert Oppenheimer, que Bachelder décrit comme : 

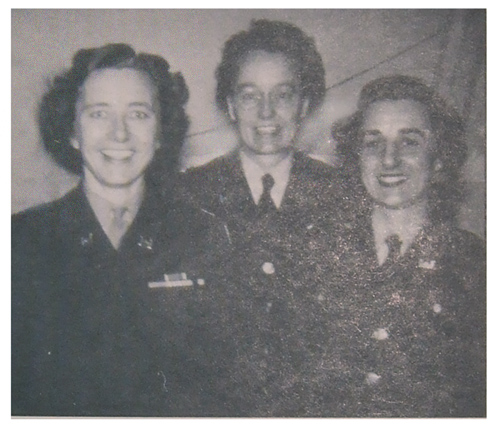
Bachelder (au centre) à Los Alamos en 1946, avec la capitaine Arlene Scheidenhelm, directrice du WAC, district de Manhattan (à gauche), et la première lieutenant Marguerite Carrera, commandant du détachement de WAC à Los Alamos (à droite).

« A "pencil and paper man", immersed in physics theory, who was more than a little amazed by the Los Alamos lab machinery. Bachelder recalled Oppenheimer standing in front of her lab's most important and expensive instrument punching buttons at random ... He asked "What does this do?" Then he'd punch another button ... He might have wrecked the machine if he hadn't finally been persuaded to leave it alone. »
« Un "homme crayon et papier", plongé dans la théorie de la physique, qui a été plus qu'un peu étonné par les machines de laboratoire de Los Alamos. Bachelder se souvient qu'Oppenheimer se tenait devant les boutons de poinçonnage d'instruments les plus importants et les plus chers de son laboratoire, au hasard ... Il a demandé : "Qu'est-ce que ça fait ?" Puis il appuyait sur un autre bouton... Il aurait pu détruire la machine s'il n'avait pas finalement été persuadé de la laisser tranquille. »

## Contribution à l'évolution de l'après-guerre dans le domaine de l'énergie nucléaire
La fin de la Seconde Guerre mondiale marque également l'aube d'une nouvelle « ère atomique », au cours de laquelle le potentiel de l'énergie nucléaire en temps de paix commence à être exploré. Bachelder fait partie des scientifiques qui s'opposent au projet de loi May-Johnson d'octobre 1945, un projet de loi du Congrès proposé par le Comité intérimaire au Congrès, qui aurait maintenu le contrôle militaire sur la recherche nucléaire. Le projet de loi est rejeté par le Congrès et remplacé par la Loi sur l'énergie atomique de McMahon. En janvier 1947, la nouvellement formée Commission de l'énergie atomique approuve le déclassement de 270 documents auparavant secrets. Il s'agit notamment des découvertes liées au rayons X et à l'enrichissement de minerais d'uranium, effectuées par Bachelder au cours de l'effort de guerre. À cette époque, la rareté et l'importance des réalisations de Bachelder en tant que femme dans le domaine des sciences sont également reconnues,.

## Recherche scientifique et carrière ultérieure
Après avoir quitté l'armée, Bachelder devient chercheuse en chimie à l'université de Chicago, où la première réaction nucléaire autonome est réalisée en 1942. Le lauréat du prix Nobel, James Franck, est directeur de la division de chimie du laboratoire métallurgique au cours des premières phases du projet Manhattan. Bachelder rejoint l'Institut d'études des métaux de l'université (rebaptisé Institut James-Franck en 1967) et  poursuit ses recherches en métallochimie,,.
Entre autres réalisations, Bachelder développe des méthodes pour la purification des éléments rares tellure et indium. D'autres aspects de sa vaste expertise scientifique sont appliqués dans le domaine de l'archéologie marine, lorsqu'elle détermine la composition chimique des canons en laiton trouvés dans la mer Égée sur des navires coulés. Elle contribue également à l'astrochimie lorsque la NASA lui demande d'analyser la chimie des roches lunaires recueillies à la surface de la Lune lors des missions Apollo de 1969 à 1972.
Bachelder prend sa retraite de l'Institut Franck en 1973 et est par la suite active en tant que responsable de l'Association américaine des personnes retraitées (AARP). Elle meurt le 22 mai 1997 à Chicago.

## Réflexions
Bachelder estimait que son rôle dans le développement de la bombe atomique et l'utilisation subséquente d'armes atomiques contre le Japon étaient justifiés pour mettre fin à la Seconde Guerre mondiale et éviter de nouvelles pertes en vies humaines qui auraient été causées par une invasion terrestre américaine et un conflit étendu avec le Japon. Plus tard, au cours des pourparlers sur la limitation des armements stratégiques, Bachelder a déclaré que, même si elle soutenait le contrôle des armes nucléaires :
« Opponents of nuclear weapons should resist the urge to take the 1940s bomb-building effort out of its proper historical context — "One cannot pull that activity out of that time, set it down in the 1980s, and pass judgement." »
« Les opposants aux armes nucléaires devraient résister à l'envie de sortir l'effort de fabrication de bombes des années 1940 de son contexte historique propre - " On ne peut pas retirer cette activité de l'époque, l'abandonner dans les années 1980 et porter un jugement ". »